# NGC 3949
NGC 3949 è una galassia a spirale distante circa 50 milioni di anni luce situata nella costellazione dell'Orsa Maggiore, scoperta nel 1788 da William Herschel.
Questa galassia è molto simile alla Via Lattea: come la nostra galassia ha un disco e i bracci a spirale ricchi di stelle blu relativamente giovani e punteggiati da regioni di formazione stellare; al contrario il bulge galattico è popolato da stelle molto più vecchie, le giganti rosse. Nel 2000 è stata scoperta una supernova di tipo II, identificata in seguito come  SN 2000db.
Questa galassia fa parte del gruppo di M109, un ampio ammasso di galassie che potrebbe contenere più di 50 membri.